# Jan-Olof Tjäder
Jan-Olof Tjäder (11 settembre 1921 – 10 novembre 1998) è stato un latinista svedese.

## Biografia
Laureatosi in Lettere antiche e Filosofia nel 1948, fu docente di filologia latina e di paleografia latina nell'Università di Uppsala sino al 1987. La sua opera principale è  Die nichtliterarischen lateinischen Papyri Italiens aus dem Zeit 445-700, I-II, Lund 1955 - Stockholm 1982.
Dal 1967 fu membro svedese del Comitato internazionale dei paleografi latini e dal 1973 al 1991 coeditore della nota rivista «Eranos. Acta philologica Suecana».